# آيك أزوتام
آيك أزوتام (بالإنجليزية: Ike Azotam)‏ مواليد 14 يناير 1991 في بوسطن، هو لاعب كرة سلة أمريكي. بدأ مسيرته الاحترافية في سنة 2014. يلعب في الدوري الإسباني لكرة السلة الدرجة الثانية. يبلغ طوله 6 قدم 7 بوصة (2.0 م). لعب مع آيلاند ستورم في دوري كندا الوطني لكرة السلة.

## روابط خارجية
- آيك أزوتام على موقع كلية كرة السلة في سبورتس رفرنس.كوم (الإنجليزية)
- آيك أزوتام على موقع ريلجم (الإنجليزية)
- آيك أزوتام على موقع بروبوليرز (الإنجليزية)